# Szent Demeter
Szaloniki Szent Demeter (Sirmium (Szávaszentdemeter), 270 k. – Thesszaloniké, †304/306 k.) vértanú, az ortodox egyház egyik legtiszteltebb szentje.
A keresztényüldöző Maximianus keletrómai társcsászár parancsára halt vértanúhalált Thesszaloniké (ma: Szaloniki) városában, amelynek védőszentje lett. Kivégzésének oka az volt, hogy föld alatti börtönében megtérítette Nesztor gladiátort, aki az arénában így megerősödve legyőzte a császár kedvenc bajnokát, Lyaeust. A hívek védelmezőjének tekintik, és karddal, pajzzsal ábrázolják. A Szent Koronán is szerepel.
A szegedi Dömötör-torony, az egykori Szent Demeter-templom tornya róla kapta a nevét. Szerbek látogatta temploma 1949-ig állt Budapesten, a Tabánban is. A nevét viseli Domoszló 700 éves temploma, illetve Pély község temploma, valamint a 2016-ban felszentelt vásárosnaményi görögkatolikus templom is.
A szent ünnepét október 26-án tartják. Régebben juhászújévnek nevezték e napot, mert a jószágokat ekkor hajtották haza, és a pásztorokkal ekkor újították meg a szerződéseket.